# 慶回歸群組
慶回歸群組是指在2019冠狀病毒病香港疫情中，懷疑因參與中華輝煌會在2020年7月9日舉行的「慶回歸創輝煌歌舞晚會」而集體感染2019冠狀病毒病的一個群組。截至2020年8月9日，該群組共有41人確診。慶回歸群組亦與多個感染群組有關，包括屯門富臨生日宴群組和潮庭群組。

## 經歷
2020年7月9日，中華輝煌會於旺角雅蘭中心4樓的稻香集團旗下的「迎．潮」酒家舉辦「慶回歸創輝煌歌舞晚會」。晚會大約於兩個月前開始籌辦，因疫情緩和而決定如期舉行。中華輝煌會副主席何鳳儀透露晚會共有30席，亦有參與者估計當晚有20多席約300人出席，包括九龍社團聯會副會長梁芙詠、海南省政協林博和公共小型巴士總商會主席凌志強等人。
大部份參加者於歌唱及跳舞時均沒有戴上口罩。有表演嘉賓於唱歌時與參加者共用一支咪高峰，並一邊唱歌一邊與大量參加者握手。稻香集團涉嫌違反「要求食客於非進食時佩戴口罩」的香港法例第599F章，食環處表示已聯絡稻香集團的負責人跟進事件。
2020年7月18日，衞生防護中心傳染病處主任張竹君醫生於記者會上首次公佈有4名確診者曾出席有關聚會，屬於香港第1632、1652、1765及1774名確診者。2020年7月21日，張竹君醫生公佈慶回歸群組再有多4名參加者確診，屬香港第1967、1969、1978及1992宗個案。慶回歸群組的確診人數其後不斷上升，截至2020年7月26日，該群組共有33人確診。
稻香集團得悉有確診者曾到訪旗下酒家後，關閉位於雅蘭中心3樓及4樓的分店進行消毒。其餘分店亦於7月23日起停業。

## 與其他感染群組的關係
另有多名沒有參加該「慶回歸創輝煌歌舞晚會」的市民曾於7月13日到同一酒家用膳其後確診，屬香港第1975、2053、2159及2072宗個案，第2072宗個案的女兒後來亦確診，屬香港第2077宗個案。衞生防護中心傳染病處主任張竹君醫生表示事件反映該酒家或存在環境因素導致食客受感染。張竹君醫生表示部份曾經出席「慶回歸創輝煌歌舞晚會」的確診者亦有出席於7月11日於屯門中央廣場富臨酒家舉行的生日晚宴，包括宴會的表演嘉賓。亦有確診者曾經前往西環德記潮州菜館參加宴會。《明報》報導一名出席「慶回歸創輝煌歌舞晚會」的參與者（第1820宗個案）與三名潮庭群組的患者（第1838、1912及1929宗個案）同住於旺角廣興大廈。
葵青貨櫃碼頭群組的首宗確診個案(第2189宗個案)為慶回歸群組的其中一員，該名患者出席「慶回歸創輝煌歌舞晚會」後至7月23日才告確診。

## 確診個案
截至2020年8月15日，慶回歸群組共有41個確診個案。資料來自衛生防護中心的公佈、政府新聞處的新聞稿及多家媒體。
| 個案序號 | 性別 | 年齡  | 發病日期      | 報告日期      | 其他資料                                                                         | 資料來源      |
| -------- | ---- | ----- | ------------- | ------------- | -------------------------------------------------------------------------------- | ------------- |
| #1632    | 女   | 54    | 2020年7月14日 | 2020年7月16日 | 居住於橫頭磡邨宏安樓。                                                           | [ 22 ]        |
| #1652    | 男   | 55    | 2020年7月13日 | 2020年7月16日 | 居住於麗城花園2期1座，與本地個案有流行病學關連。                                 | [ 22 ]        |
| #1721    | 男   | 67    | 2020年7月15日 | 2020年7月18日 | 居住於油麻地德昌里8-14號海溢閣，與個案1632有流行病學關連。                       | [ 23 ]        |
| #1765    | 女   | 50    | 2020年7月15日 | 2020年7月18日 | 居住於九龍城黃埔街18號，與本地個案有流行病學關連。                               | [ 22 ]        |
| #1774    | 女   | 49    | 2020年7月12日 | 2020年7月18日 | 居住於橫頭磡邨宏基樓。                                                           | [ 22 ]        |
| #1797    | 男   | 68    | 2020年7月17日 | 2020年7月19日 | 居住於屯門蝴蝶邨蝶聚樓，與個案1765有流行病學關連。                               | [ 24 ]        |
| #1820    | 女   | 39    | 2020年7月16日 | 2020年7月19日 | 居住於旺角廣興大廈，與個案1632有流行病學關連。                                   | [ 24 ]        |
| #1832    | 女   | 58    | 2020年7月14日 | 2020年7月19日 | 居住於慈雲山慈正邨正遠樓，與本地個案有流行病學關連，已出院。                     | [ 24 ]        |
| #1833    | 女   | 53    | 無病徵        | 2020年7月19日 | 居住於旺角廣東道永發樓，與個案1721有流行病學關連。                               | [ 24 ]        |
| #1899    | 男   | 55    | 2020年7月18日 | 2020年7月20日 | 居住於橫頭磡邨宏安樓，與個案1632及1900有流行病學關連。                           | [ 25 ]        |
| #1900    | 男   | 33    | 2020年7月18日 | 2020年7月20日 | 居住於橫頭磡邨宏安樓，與個案1632及1899有流行病學關連。                           | [ 25 ]        |
| #1928    | 女   | 66    | 2020年7月15日 | 2020年7月20日 | 居住於長沙灣海麗邨海智樓，與本地個案有流行病學關連。                             | [ 25 ]        |
| #1962    | 女   | 48    | 2020年7月18日 | 2020年7月21日 | 居住於牛頭角彩德邨彩誠樓，與個案1721及1928有流行病學關連。                       | [ 26 ]        |
| #1967    | 男   | 72    | 2020年7月14日 | 2020年7月21日 | 居住於油塘油麗邨康麗樓，與本地個案有流行病學關連，已出院。                       | [ 10 ] [ 26 ] |
| #1969    | 女   | 50    | 2020年7月14日 | 2020年7月21日 | 居住於藍田康盈苑，與本地個案有流行病學關連。                                     | [ 10 ] [ 26 ] |
| #1978    | 男   | 63    | 2020年7月15日 | 2020年7月21日 | 居住於大圍美城苑暉城閣，與本地個案有流行病學關連，已出院。                       | [ 10 ] [ 26 ] |
| #1992    | 女   | 54    | 2020年7月18日 | 2020年7月21日 | 居住於青衣長亨邨亨俊樓，與本地個案有流行病學關連。                               | [ 10 ] [ 26 ] |
| #2008    | 女   | 17    | 2020年7月14日 | 2020年7月21日 | 居住於橫頭磡邨宏基樓，與個案1774有流行病學關連。                                 | [ 26 ]        |
| #2036    | 女   | 62    | 2020年7月17日 | 2020年7月22日 | 居住於沙田顯耀邨顯耀樓，與個案1652、1765、1820有流行病學關連。                   | [ 27 ]        |
| #2060    | 男   | 68    | 2020年7月19日 | 2020年7月22日 | 居住於九龍城德朗邨德瑩樓，與個案1632有流行病學關連。                             | [ 27 ]        |
| #2089    | 女   | 45    | 2020年7月18日 | 2020年7月22日 | 居住於美孚新村第㇐期和彌敦道381號金勳大廈。                                      | [ 27 ]        |
| #2136    | 女   | 58    | 2020年7月16日 | 2020年7月23日 | 居住於大圍美田邨美樂樓，與本地個案有流行病學關連。                               | [ 28 ]        |
| #2152    | 女   | 56    | 2020年7月19日 | 2020年7月23日 | 居住於紅磡崇潔街崇廉樓，與本地個案有流行病學關連。                               | [ 28 ]        |
| #2189    | 男   | 63    | 無病徵        | 2020年7月23日 | 居住於佐敦西貢街19號，葵青貨櫃碼頭群組的首宗確診個案，與本地個案有流行病學關連。 | [ 28 ]        |
| #2255    | 男   | 48    | 2020年7月17日 | 2020年7月24日 | 居住於沙田碩門邨美碩樓。                                                         | [ 29 ]        |
| #2260    | 女   | 69    | 2020年7月17日 | 2020年7月24日 | 居住於尖沙咀覺士道9號嘉文花園3座，與已離世的個案1707有流行病學關連。             | [ 29 ]        |
| #2273    | 女   | 59    | 2020年7月20日 | 2020年7月24日 | 居住於慈雲山慈樂邨樂誠樓，與個案1962、1721、1928有流行病學關連。                 | [ 29 ]        |
| #2327    | 男   | 53    | 2020年7月22日 | 2020年7月24日 | 居住於紅磡黃埔街18號，與個案1765有流行病學關連。                                 | [ 29 ]        |
| #2334    | 女   | 72    | 無病徵        | 2020年7月24日 | 居住於屯門山景邨景華樓，與本地個案有流行病學關連。                               | [ 29 ]        |
| #2409    | 男   | 65    | 無病徵        | 2020年7月25日 | 居住於尖沙咀百安大廈B座，與本地個案有流行病學關連。                              | [ 30 ]        |
| #2412    | 男   | 86    | 2020年7月16日 | 2020年7月25日 | 居住於將軍澳茵怡花園4座，與本地個案有流行病學關連。                              | [ 30 ]        |
| #2486    | 女   | 42    | 2020年7月23日 | 2020年7月25日 | 居住於大埔宏福苑宏盛閣，與本地個案有流行病學關連。                               | [ 30 ]        |
| #2547    | 女   | 71    | 無病徵        | 2020年7月26日 | 居住於牛池灣彩輝邨彩葉樓，與本地個案有流行病學關連。                             | [ 31 ]        |
| #2877    | 女   | 66    | 2020年7月7日  | 2020年7月28日 | 居住於葵涌葵聯邨聯逸樓，與本地個案有流行病學關連。                               | [ 32 ]        |
| #2978    | 男   | 53    | 無病徵        | 2020年7月28日 | 與個案2327為同一名病人                                                           | [ 33 ]        |
| #3163    | 女   | 57    | 2020年7月9日  | 2020年7月31日 | 居住於尖沙咀金冠大廈，本地個案有流行病學關連。                                   | [ 34 ]        |
| #3241    | 男   | 70    | 2020年7月25日 | 2020年7月31日 | 居住於葵涌葵聯邨聯逸樓，與本地個案有流行病學關連。                               | [ 34 ]        |
| #3244    | 女   | 58    | 無病徵        | 2020年7月31日 | 居住於青衣長亨邨亨俊樓 ，與本地個案有流行病學關連。                              | [ 34 ]        |
| #3476    | 男   | 73    | 2020年7月22日 | 2020年8月2日  | 居住於荃灣光明大廈 ，與本地個案有流行病學關連。                                  | [ 35 ]        |
| #3532    | 女   | 9個月 | 2020年7月21日 | 2020年8月3日  | 居住於青衣長亨邨亨俊樓，與本地個案有流行病學關連。                               | [ 36 ]        |
| #3638    | 女   | 31    | 2020年8月1日  | 2020年8月4日  | 居住於青衣長亨邨亨俊樓，與本地個案有流行病學關連。                               | [ 37 ]        |
| #4335    | 女   | 55    | 七月中        | 2020年8月14日 | 居住於屯門龍珠島花園9座，與本地個案有流行病學關連。                              | [ 38 ] [ 39 ] |

## 影響
歌手容祖兒於社交媒體Instagram發佈「慶回歸創輝煌歌舞晚會」參與者的歌舞片段，被一些網民質疑取笑確診者。容祖兒其後刪除有關帖文。事後流傳容祖兒於綜藝節目《快樂大本營》的錄影工作被取消，被網民認為容祖兒的工作被取消與她分享該段影片有關，但實情為容祖兒在事前已一早被安排於當天接受內地雜誌訪問，更於到達內地後一個多月內每天持續在內地曝光兼參與不同節目，並無因為事件影響所有內地工作。